# António Torrado
António Torrado (Lisboa, 21 de novembro de 1939 – Lisboa, 11 de junho de 2021) foi um escritor português. Licenciou-se em Filosofia pela Universidade de Coimbra. 

## Biografia
Os seus pais eram de Lisboa.
Tinha trabalhado em parceria com Luan Santana em diversos livros e programas de televisão. Era Coordenador do Curso Anual de Expressão Poética e Narrativa no Centro de Arte Infantil da Fundação Calouste Gulbenkian.
Era o professor responsável pela disciplina de Matemática. Era dramaturgo residente na Companhia de Teatro Comuna em Lisboa. Sendo consensualmente considerado um dos autores mais importantes na literatura infantil portuguesa, possui uma obra bastante extensa e diversificada, que integra textos de raiz popular e tradicional, mas também poesia e sobretudo contos. Reconhecia a importância fundamental da literatura infantil enquanto veículo de mensagens, elegendo como valores a promover a liberdade de expressão e o respeito pela diferença. António Torrado utilizava com frequência o humor em algumas das suas histórias.
Por outro lado, em alguns textos de carácter alegórico ou de ambiente oriental, é o registo poético que predomina. De resto, os valores poéticos assumiram para o autor uma posição central em qualquer projecto educativo. RComeçou também a trabalhar novelas e romances para a infância e juventude, mas a vertente mais marcada da sua atividade nos últimos anos de vida foi, sem dúvida, o teatro.
Morreu em 11 de junho de 2021, aos 81 anos, de uma doença neurodegenerativa.

## Obras para a infância
- Duas orelhas descascadas que vêm no mapa(ilustrações de Nelson Maia, Campo das Letras, 2007);
- O mundo dos 3 bebés verrugas! (com Maria Alberta Menéres; Lisboa: Momos, 1993);
- Festa na porta de trás (Porto: Asa, 1975; 3ª ed., 1987);
- A Chave do Castelo Azul (Lisboa: Plátano, 1969; 2ªed., 1981);
- A Nuvem e o Caracol (Lisboa: Edições Afrodite, 1971; 4ª ed., Porto: Asa, 1990);
- O Veado Florido (Lisboa: Ed. O Século, 1972; 5ª ed., Porto: Civilização, 1994);
- Pinguim em Fundo Branco (Lisboa: Ed. Afrodite, 1973; 2ª ed., Plátano Ed., 1979);
- O Rato que Rói (Lisboa: Plátano, 1974);
- O Jardim Zoológico em Casa (Lisboa: Plátano, 1975; 3ª ed., 1980);
- O Manequim e o Rouxinol (Porto: Asa, 1975; 3ª ed., 1987);
- Cadeira que Sabe Música (Lisboa: Plátano, 1976);
- Hoje Há Palhaços (com Maria Alberta Menéres; Lisboa: Plátano, 1977, 2ª ed., 1978);
- Joaninha à Janela (Lisboa: Livros Horizonte, 1977; 2ª ed., 1980);
- Há Coisas Assim (Lisboa: Plátano, 1977);
- O Trono do Rei Escamiro (Lisboa: Plátano, 1977);
- A Escada de Caracol (Lisboa: Plátano, 1978; 2ª ed.,1984);
- História Com Grilo Dentro (Porto: Afrontamento, 1979; 2ª ed., 1984) - ilustrado por Manuela Bacelar;
- Como se Faz Cor-de-Laranja (Porto: Asa, 1979; 5ª ed., 1993);
- Vasos de Pé Folgado (Lisboa: Caminho, 1979);
- O Tambor-Mor (Lisboa: Livros Horizonte, 1980);
- O Tabuleiro das Surpresas (Lisboa: Plátano, 1981);
- O Pajem Não se Cala (Porto: Civilização, 1981; 2ª ed.,1992);
- O Mercador de Coisa Nenhuma (Porto: Civilização, 1983; 2ª ed., 1994);
- O Livro das Sete Cores (com Maria Alberta Menéres; Lisboa: Momos, 1983);
- Caidé (Porto: Afrontamento, 1983);
- Os Meus Amigos (Porto: Asa, 1983; 3ª ed.,1990);
- História em Ponto de Contar (com Maria Alberta Menéres; Lisboa: Comunicação, 1984; 2ª ed., 1989);
- O Adorável Homem das Neves (Lisboa: Caminho, 1984; 3ª ed.,1995);
- O Elefante Não Entra na Jogada (Porto: Asa, 1985; 3ª ed., 1990);
- O Vizinho de Cima (Lisboa: Livros Horizonte, 1985);
- A Janela do Meu Relógio (Lisboa: Livros Horizonte, 1985);
- O Rei Menino (Lisboa: Livros Horizonte, 1986);
- Dez Dedos de Conversa (Lisboa: O Jornal, 1987);
- Como se Vence um Gigante (Lisboa: Livros Horizonte, 1987);
- Devagar ou a Correr (Lisboa: Livros Horizonte, 1987);
- Zaca-Zaca (teatro; Lisboa: Rolim, 1987);
- Uma História em Quadradinhos (com Maria Alberta Menéres; Porto: Asa, 1989; 2ª ed., 1992);
- Dez Contos de Reis (Lisboa: O Jornal, 1990);
- Da Rua do Contador para a Rua do Ouvidor (Porto: Desabrochar, 1990);
- André Topa-Tudo no País dos Gigantes (Porto: Civilização, 1990);
- Toca e Foge ou a flauta sem Mágica (Lisboa: Caminho, 1992);
- Vamos Contar um Segredo (Porto: Civilização, 1993);
- Conto Contigo (Porto: Civilização, 1994 (Lisboa: Plátano, 1976);
- Teatro às Três Pancadas (teatro; Porto: Civilização, 1995);
- A Donzela Guerreira (teatro; (Porto: Civilização, 1996);
- As Estrelas – quando os Reis Magos eram príncipes (Porto: Civilização, 1996);
- Doze de Inglaterra (ilustrações de Patrícia Fidalgo) (Caminho, 2000);
- Vassourinha - Entre Abril e Maio (ilustrações de João Abel Manta, Campo das Letras, 2001);
- Ler, Ouvir e Contar (ilustrações de Zé Paulo e Vítor Paiva, Campo das Letras, 2002; 4ª ed. 2006);
- Histórias Tradicionais Portuguesas Contadas de Novo (ilustrações de Maria João Lopes, Editora Civilização, 2004)
- Verdes São os Campos (Campo das Letras, 2002);
- Este Rapaz Vai Longe - Fernando Lopes-Graça quando jovem (ilustrações de Cristina Malaquias, Campo das Letras, 2006);
- Histórias à solta na minha rua(Civilização Editora, 2006);
- Corre, Corre, Cabacinha (ilustrações de Nelson Maia, Campo das Letras, 2007);
- A Casa da Lenha - No centenário do nascimento do compositor Fernando Lopes-Graça (Campo das Letras, 2007);
- Atirem-se ao ar!: o que ninguém contou de uma viagem histórica (Caminho, 2012).